# Amenemhet I.
Amenemhet I. (helenizirano Ammenemes) je bil prvi faraon iz Dvanajste egipčanske dinastije, ki je vladal od 1991 pr. n. št. do 1962 pr. n. št.
Bil je morda ista oseba kot vezir Amenemhet, ki je pod njegovim predhodnikom  Mentuhotepom IV. vodil odpravo v Vadi Hammamat in ga kasneje odstavil.  Mnenja znanstvenikov o tem ali je Mentuhotepa IV. ubil ali ne, so različna, vendar za to ni nobenega neodvisnega dokaza. Nekateri dopuščajo tudi možnost, da sta bila nekaj časa sovladarja.
Amenemhet I. ni bil kraljevskega porekla. Vsebina nekaj literarnih del, na primer Nefertijeva prerokba in Amenemhetova navodila, v arhitekturi pa vračanje k piramidnim kompleksom, podobnim tistim iz Šeste dinastije, se štejejo za poskuse legitimiranja njegove oblasti. Prestolnico Egipta je preselil iz Teb v Ititavi. Pokopan je bil v El Lištu.

## Zgodnja vladavina
Nekaj dokazov, med njimi zapisi lokalnega guvernerja Hehrija, kaže, da je bila Amenemhetova zgodnja vladavina obremenjena s političnimi pretresi. V tem času je bilo nekaj pomorskih bitk, v katerih je sodeloval Amenemhetov družabnik Hnumhotep I. in pripomogel k njegovi zmagi. Hnumhotep je bil kasneje imenovan za guvernerja v Beni Hasanu in ustanovil svojo dinastijo guvernerjev. Njegov vnuk je bil veliki vezir Hnumhotep III.
Hehrijevi napisi omenjajo tudi vojne pohode proti Azijcem  v Nubijo.

## Ime
Amenemhet I. je povezan z enim od samo dveh sebajtov – etičnih učenj, pripisanih egipčanskim monarhom. Njegov naslov je Amenemhetova navodila. Domneva se, da je Navodila na njegov ukaz napisal eden od njegovih pisarjev.
Amenemhetovo Horovo ime Vehemmesu, ki pomeni renesanso ali ponovno rojstvo, je aluzija na obdobje Starega kraljestva, katerega kulturne ikone, na primer piramidne grobnice in umetniške motive, je posnemala Dvanajsta dinastija po koncu drugega vmesnega obdobja Egipta. V tem obdobju se je promoviral tudi kult vladarja, kar dokazuje stalno vračanje k bolj centralizirani oblasti.

## Dvor
Amenemhet I. je imel na začetku vladavine vezirja Ipija, na koncu pa Intefikerja. Imel je tudi dva zakladnika - Ipijevega soimenjaka Ipija in Rehuerdjersena in dva znana visoka upravnika – Meketereja in Sobeknahta. 

## Piramida Amenemheta I.
Amenemhetova piramida se je zgledovala po piramidah iz Pete in Šeste dinastije. Njeno jedro je bilo zgrajeno iz manjših grobo obdelanih kamniti klad in blatnih zidakov, zasutih s peskom in drobirjem. Zunanjost je bila obložena z zglajenimi ploščami iz belega apnenca.
Piramida in tempelj sta kasneje postala vir apnenca za žganje apna, zato je od njiju ostalo bore malo. Ko so zunanjo oblogo piramide odstranili, se je njeno jedro sesulo.
Piramide iz Srednjega kraljestva so bile zgrajene blizu Nila. Zaradi premika rečnega korita in dviga gladine reke je Amenemhetova pogrebna komora zdaj potopljena.  Piramidni kompleks je imel notranje in zunanje obzidje. Faraonova družina je bila pokopana med tema obzidjema, kjer je zahodno od piramide tudi veliko mastab in 22 pogrebnih jaškov.
Sin Senusret I. ga je posnemal in v Lištu zgradil piramido, še bolj podobno tistim iz Šeste dinastije. Tradicijo je nadaljeval tudi  vnuk Amenemhet II.

## Umor
Amemenheta I. so umorili njegovi telesni stražarji v času, ko je bil njegov sin in sovladar Senusret I. na pohodu v Libiji. Enak opis umora je tudi v zgodbi Egipčan Sinuhe.

## Nasledstvo
Za Amenemheta I. se domneva, da je bil prvi egipčanski vladar, ki je imel sovladarja (sina Senusreta I.). Na dvojno datirani steli iz Abidosa, razstavljeni v Kairskem muzeju  (CG 20516), sta datirani 30. leto vladanja Amenemheta I. in 10. leto vladanja  Senusreta I. To pomeni, da sta skupaj vladala približno 20 let.

## Galerija
- Serek ali Horovo ime Amenemheta I., detajl na apnenčastem bloku iz Koptosa
- Kartuša z rojstnim imenom Amenemheta I.,  detajl na apnenčastem bloku iz Koptosa
- Ruševine piramide Amenemheta I. v Lištu
- Risba piramide, posneta po 3d modelu
- Dvojno datirana stela CG 20516